# Severgraben
Severgraben je naselje v Občini Steuerberg v Okraju Trg na Koroškem v Avstriji.